# Leptogium cochleatum
Leptogium cochleatum är en lavart som först beskrevs av Dicks., och fick sitt nu gällande namn av P. M. Jørg. & P. James. Leptogium cochleatum ingår i släktet Leptogium och familjen Collemataceae.   Inga underarter finns listade i Catalogue of Life.